# Jean Roger (paléontologue)
Pour les articles homonymes, voir Jean Roger.
Jean Roger, né le 3 septembre 1909 à Tours et mort le 13 avril 1996 à Olivet, est un paléontologue français.

## Biographie
Il est agrégé de sciences naturelles (1935) et docteur ès sciences. Paléontologue, il devient sous-directeur de la chaire de paléontologie au Muséum national d'histoire naturelle en 1942. Il est aussi professeur de paléontologie à l'Université Paris Sud-Orsay.

## Publications
Jean Roger est l'auteur de :
- Thèses présentées à la Faculté des sciences de l'Université de Lyon pour obtenir le grade de docteur ès sciences naturelles. 1re thèse : Le Genre "Chlamys" dans les formations néogènes de l'Europe, conclusions générales sur la répartition géographique et stratigraphique des pectinidés du tertiaire récent... No 139. Paris, Société géologique de France , 1939. Gr. in-4, 295 p., fig., pl.
- Le Genre Chlamys dans les formations néogènes de l'Europe, Mémoires de la Société géologique de France. Nouvelle série. Tome XVII. Fascicules 2-4. Mémoire no 40, Paris, Société géologique de France , 1939. In-fol., 294 p., fig., pl., graphiques, cartes.
- Révision des pectinidés de l'oligocène du domaine nordique, Mémoires de la Société géologique de France. Nouvelle série. T. 23. Fasc. 1. Mémoire no 50. Paris, Société géologique de France ; (Mâcon, impr. de Protat frères) , 1944. In-fol. (325 x 250), 58 p., fig., pl.
- Les Invertébrés des couches à poissons du Crétacé supérieur du Liban, étude paléobiologique des gisements, 92 p.-X p. de pl. Note : Bibliogr. p. 85-89. Index. Paris : Société géologique de France , 1946
- Résultats scientifiques de la mission C. Arambourg en Syrie et en Iran, 1938-39. 1. Les Invertébrés des couches à poissons du crétacé supérieur du Liban. Mémoires de la Société géologique de France. Nouvelle série. T. 23. Fasc. 1-2. Mémoire no 51 Edition : Paris, 28, rue Serpente ; (Mâcon, impr. de Protat frères) , 1946. In-fol. (330 x 255), 92 p., fig., pl., carte.
- Pénicillinothérapie de la broncho-pneumonie du chien..., Thèse de méd. vétérinaire. Toulouse. 1949. No 55. Toulouse, impr. de Nan-Mestres , 1949. In-8°, 79 p.
- Radiations électromagnétiques et sources de rayonnement, Paris, Compagnie des lampes Mazda (impr. de Artra) , 1949. In-4°, 16 p., fig.
- La Lampe à incandescence..., Mazda-informations. Lumière. 2, septembre 1950. Paris, Compagnie des lampes Mazda (impr. de Biard et fils) , (s. d.). In-4°, 15 p., fig. [D. L. Impr.]
- Mazda et la fluorescence, Compagnie des lampes, Mazda ; Éditions du XXe siècle (impr. de Desfossés) , 1949. In-4° (305 x 235), 54 p., fig. en noir et en coul., pl., couv. en coul.
- Nos livres d'enfants ont menti, La discussion est engagée., 1 vol. (182 p.), Paris : S.A.B.R.I. , 1951, avec René Finkelstein
- Recherches sur le néogène et le quaternaire marins de la côte atlantique du Maroc, Protectorat de la République française au Maroc. Direction de la production industrielle et des mines. Division des mines et de la géologie. Service géologique. Notes et mémoires. No 99. Paris, Firmin-Didot ; (Mesnil, impr. de Firmin-Didot) , 1952. In-4°, 174 p., fig., pl.  avec la collaboration de Gilbert Ranson
- Le Néogène de la partie méridionale de la Russie, Annales du Centre d'études et de documentation paléontologiques. No 2, mars 1953. Paris, C.E.D.P. , 1953. In-4°, 56 p., cartes.
- Granite et granitisation, Annales du Centre d'études et de documentation paléontologiques. No 3, décembre 1953.Paris, C.E.D.P. , (1954). In-4°, paginations diverses, fig., cartes, tableaux, polytypé.
- Revue de quelques travaux paléobotaniques récents publiés en U.R.S.S., Annales du Centre d'études et de documentation paléontologiques. No 6, 2e trimestre 1954, Paris, Syndicat de documentation géologique et paléontologique , (1954). In-4°, 50 p., polytypé.
- Analyse de quelques travaux paléontologiques soviétiques récents relatifs aux vertébrés, Annales du Centre d'études et de documentation paléontologiques. No 10, février 1955. Edition : (S. l. , 1955.) In-4°, 44 p., polytypé.
- Paléontologie, Les Cahiers rationalistes. No 155, mai-juin 1956. Paris, Union rationaliste ; (La Ferté-Macé, impr. de Leroy) , 1956. In-8° (21 cm), paginé 147-178.
- Au sujet de l'espèce, essai de programme d'étude, 31 p.-[2] p. de pl.. Orsay : CERPAB , 1971
- Paléontologie générale, 419 p. Bibliogr. p. 324-381. Index, Paris : Masson , 1974
- Paléontologie évolutive, VII-159 p. Bibliogr. p. 140-148. Index. Paris ; New York ; Barcelone : Masson , 1976
- Paléoécologie, VII-170 p. Bibliogr. p. 152-159. Index. Paris ; New York ; Barcelone : Masson , 1977